# Envuelto
L'envuelto, bollo, chuspado o chupado designa a una sèrie d'aliments d'origen americà a base de blat de moro, mandioca, plàtan, entre d'altres, que s'emboliquen en fulles de blat de moro o bananer principalment, i són cuinats en aigua bullent.

## Etimologia
El terme tamal prové del náhuatl tamalli, que significa 'embolicat'.
Chuspado pot tenir el seu origen en la paraula chuspa que en quechua significa 'taleca' o 'bossa'. La interpretació de Storni és: Chus, buit; pa, guardar. Una altra consideració fa Pedro José Ramírez Sendoya en definir chupado com a "Menjar per al viatge o el camí, del quetxua chupe, 'menja' ".

## Origen
Al llarg de tots els territoris d'Amèrica es fa ús d'aquest procés que utilitza fulles de vegetals com a empaquetatge per a la cocció de les viandes, que algunes vegades pot ser comestible. Per al segellament utilitzen fibres vegetals com la pita de fique.
Pertanyen a aquest mètode de preparació: el bollo, els envueltos en mandioca, blat de moro, choclo o plàtan, la humita, els insultos, la pamonha i el tamal.
Com molts dels desenvolupaments americans després de 1492, aquest procés de conservació d'aliments va ser rebatejat a les diferents regions d'Amèrica pels components addicionats en la presentació gastronòmica.

## Descripció
El propòsit d'aquesta fórmula gastronòmica és la conservació d'aliments, que després de complexes manipulacions,a consegueixen preservar-los per períodes variats per la modificació de les condicions: ambientals, protecció contra microorganismes i propietats organolèptiques dels aliments. Això en realitat augmenta el període durant el qual els aliments es conserven útils per al consum.